# 일요 나이트 드라마
일요 나이트 드라마(일본어: 日曜ナイトドラマ Sunday Night Drama[*])는 TV 아사히 계열에서 매주 토요일의 드라마이다.

## 작품 소개
- 《여제 카오루코》
- 《일한 공동 드라마 텔레시네마》
- 《천사의 사랑》
- 《영능력자 오다기리 쿄코의 거짓말》
- 《Dr. 이라부 이치로》